# Hypocalyptus
Hypocalyptus es un género de plantas con doce especies perteneciente a la familia Fabaceae.

## Especies
- Hypocalyptus calyptratus
- Hypocalyptus canescens
- Hypocalyptus capensis
- Hypocalyptus coluteoides
- Hypocalyptus cordatus
- Hypocalyptus cordifolius
- Hypocalyptus glaucus
- Hypocalyptus obcordatus
- Hypocalyptus oxalidifolius
- Hypocalyptus pedunculatus
- Hypocalyptus sericeus
- Hypocalyptus sophoroides